# Élection présidentielle zambienne de 2016
L'élection présidentielle zambienne de 2016 a lieu le 11 août 2016 afin d'élire le président de la Zambie pour un mandat de cinq ans. Des élections législatives et municipales ainsi qu'un référendum constitutionnel sont organisés simultanément.
L'élection est remportée de justesse dès le premier tour par le président sortant Edgar Lungu.

## Contexte
L'élection présidentielle de janvier 2015 est remporté par Edgar Lungu, au cours de l'intérim de la présidence exercé par Guy Scott à la suite du décès en fonction de Michael Sata. Organisée de manière anticipée, l'élection ne porte cependant que sur la continuation du mandat de cinq ans entamé par Lungu en 2011, de manière à conserver un cycle d'élections présidentielles et législatives simultanées,,,.

## Système électoral
Le Président zambien est élu au scrutin uninominal majoritaire à deux tours pour un mandat de cinq ans, renouvelable une seule fois. Est élu le candidat ayant obtenu la majorité absolue des suffrages exprimés au premier tour. À défaut, un second tour est organisé entre les deux candidats ayant obtenu le plus grand nombre de votes, et celui qui arrive en tête est déclaré élu,.
Cette élection est la première à être organisée sous ce système, une réforme constitutionnelle adoptée en 2015 par l'Assemblée nationale ayant mis fin au scrutin uninominal majoritaire à un tour jusqu'alors en vigueur. En outre, désormais, chaque candidat à la présidence se présente accompagné d'un candidat à la vice-présidence, dont le rôle est de mener à son terme le mandat du président élu en cas d'empêchement.

## Campagne
Contrairement aux élections précédentes, la campagne est émaillée d'incidents,.

## Candidats
| Candidat à la présidence | Candidat à la présidence | Candidat à la vice-présidence | Parti                                        |
| ------------------------ | ------------------------ | ----------------------------- | -------------------------------------------- |
| 1                        | Tiyenji Chanda Kaunda    | Njekwa Ement Anamela          | Parti uni de l'indépendance nationale        |
| 2                        | Edith Zewelani Nawakwi   | Clement Mwanza                | Forum pour la démocratie et le développement |
| 3                        | Edgar Lungu              | Inonge Wina                   | Front patriotique                            |
| 4                        | Saviour Chishimba        | Sinanzeni Chuma               | Parti progressiste uni                       |
| 5                        | Wynter Kabimba           | Cosmas Musumali               | Parti arc en ciel                            |
| 6                        | Peter Sinkamba           | Tafeni Clement                | Parti Vert                                   |
| 7                        | Hakainde Hichilema       | Geoffrey Mwamba               | Parti unifié pour le développement national  |
| 8                        | Andyford Banda           | Enock Tonga                   | Alliance populaire pour le changement        |
| 9                        | Maxwell Mwamba           | Rosemary Kabungo              | Assemblée démocratique                       |

## Résultat
|                          | Edgar Lungu Inonge Wina                   | PF                       | 1 860 877 | 50,35 |  |  |
|                          | Hakainde Hichilema Geoffrey Bwalya Mwamba | UPND                     | 1 760 347 | 47,63 |  |  |
|                          | Edith Nawakwi Clement Mwanza              | FDD                      | 24 149    | 0,65  |  |  |
|                          | Andyford Banda Enock Tonga                | PAC                      | 15 791    | 0,43  |  |  |
|                          | Wynter Kabimba Cosmas Musumali            | RP                       | 9 504     | 0,26  |  |  |
|                          | Saviour Chishimba Sinanzeni Chuma         | UPP                      | 9 221     | 0,25  |  |  |
|                          | Tilyenji Kaunda Njekwa Anamela            | UNIP                     | 8 928     | 0,24  |  |  |
|                          | Peter Sinkamba Clement Tafeni             | GP                       | 4 515     | 0,12  |  |  |
|                          | Maxwell Mwamba Rosemary Kabungo           | DA                       | 2 378     | 0,06  |  |  |
|                          |                                           |                          |           |       |  |  |
| Votes valides            | Votes valides                             | Votes valides            | 3 695 710 | 97,73 |  |  |
| Votes blancs et nuls     | Votes blancs et nuls                      | Votes blancs et nuls     | 85 795    | 2,27  |  |  |
| Total                    | Total                                     | Total                    | 3 781 505 | 100   |  |  |
| Abstention               | Abstention                                | Abstention               | 2 916 867 | 43,55 |  |  |
| Inscrits / participation | Inscrits / participation                  | Inscrits / participation | 6 698 372 | 56,45 |  |  |